# کوین کوستوویچ
کوین کوستوویچ (انگلیسی: Kevin Čustović؛ زادهٔ ۳ فوریهٔ ۲۰۰۰) بازیکن فوتبال اهل سوئد است.